# Pobednik

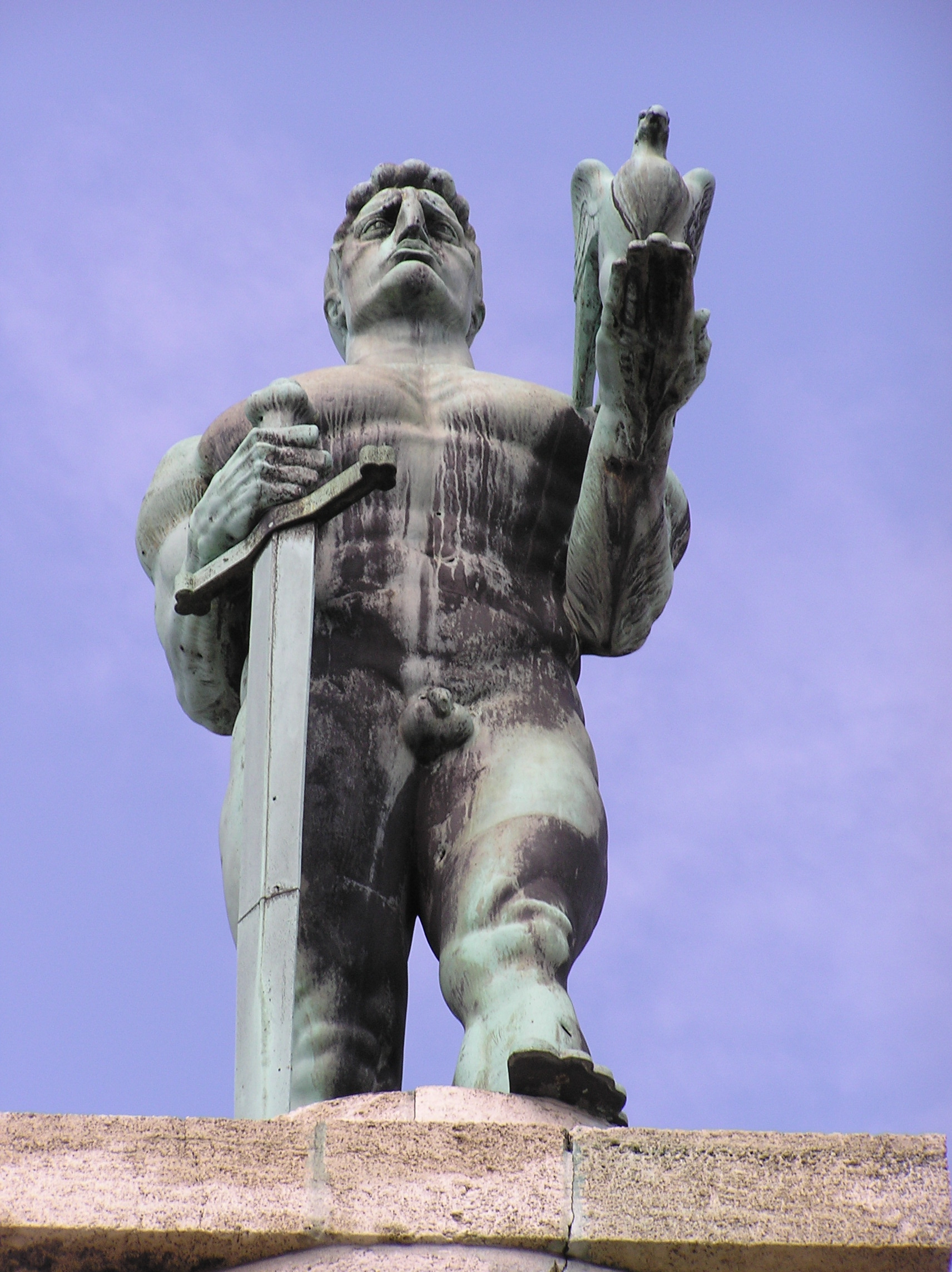
Pobednik 2006

Pobednik (Победник, "segraren") är ett monument i Belgrad, Serbien. Det består av en bronsfigur med en falk i den vänstra handen och ett svärd i den högra, placerad på toppen av en dorisk kolonn. Den totala höjden är omkring 14 meter. Monumentet skapades av skulptören Ivan Meštrović och invigdes 1928. Det används ofta som en symbol för Belgrad.
Meštrović hade 1912 designat en monumental fontän för att fira Serbiens självständighet från Osmanska riket efter Balkankrigen. Denna skulle ha stått på torget Terazije i centrala Belgrad och innefattat en kolonn med fem avsatser, vilket skulle symbolisera 500 år av turkiskt slaveri, med Pobednik-skulpturen högst upp. Efter första världskriget lades projektet ned, men skulpturen restes 1928 i fästningen Kalemegdan för att fira tioårsjubileet för genomträngandet av salonikifronten.